# Апшолл, Скотти
Скотт «Скотти» Апшолл (англ. Scott «Scottie» Upshall; 7 октября 1983, Форт Мак-Муррей, Альберта, Канада) — профессиональный канадский хоккеист, нападающий. Выбран в 2002 году клубом «Нэшвилл Предаторз», под общим 6-м номером драфта.
15 февраля 2007 года был обменян в «Филадельфия Флайерз». С 2009 по 2011 годы выступал за «Финикс Койотис». С 2015 выступает за «Сент-Луис Блюз».
Выступал за юниорскую и молодёжную сборные команды Канады.
На чемпионате мира 2009 играл за сборную Канады.

## Статистика
```
                                            --- Regular Season ---  ---- Playoffs ----
Season   Team                        Lge    GP    G    A  Pts  PIM  GP   G   A Pts PIM
--------------------------------------------------------------------------------------
1998-99  Fort McMurray               AMHL   28   62   40  102  100  --  --  --  --  --
1999-00  Fort McMurray Oil Barons    AJHL   52   26   26   52   65  --  --  --  --  --
2000-01  Kamloops Blazers            WHL    70   42   45   87  111   4   0   2   2  10
2001-02  Kamloops Blazers            WHL    61   32   51   83  139   4   1   2   3  21
2002-03  Kamloops Blazers            WHL    42   25   31   56  113   6   0   2   2  34
2002-03  Milwaukee Admirals          AHL     2    1    0    1    2   6   0   0   0   2
2002-03  Nashville Predators         NHL     8    1    0    1    0  --  --  --  --  --
2003-04  Milwaukee Admirals          AHL    31   13   11   24   42   8   3   0   3   4
2003-04  Nashville Predators         NHL     7    0    1    1    0  --  --  --  --  --
2004-05  Milwaukee Admirals          AHL    62   19   27   46  108   5   2   2   4   8
2005-06  Milwaukee Admirals          AHL    23   17   16   33   44  14   6  10  16  20
2005-06  Nashville Predators         NHL    48    8   16   24   34   2   0   0   0   0
2006-07  Nashville Predators         NHL    14    2    1    3   18  --  --  --  --  --
2006-07  Philadelphia Flyers         NHL    18    6    7   13    8  --  --  --  --  --
2006-07  Milwaukee Admirals          AHL     5    0    1    1    6  --  --  --  --  --
2007-08  Philadelphia Flyers         NHL    61   14   16   30   74  17   3   4   7  44
2008-09  Philadelphia Flyers         NHL    55    7   14   21   63  --  --  --  --  --
2008-09  Phoenix Coyotes             NHL    19    8    5   13   26  --  --  --  --  --
2009-10  Phoenix Coyotes             NHL    49   18   14   32   50  --  --  --  --  --
2010-11  Phoenix Coyotes             NHL    61   16   11   27   42  --  --  --  --  --
2010-11  Columbus Blue Jackets       NHL    21    6    1    7   10  --  --  --  --  --
2011-12  Florida Panthers            NHL    26    2    3    5   29   7   1   2   3   4
2012-13  Florida Panthers            NHL    27    4    1    5   25  --  --  --  --  --
2013-14  Florida Panthers            NHL    76   15   22   37   73  --  --  --  --  --
2014-15  Florida Panthers            NHL    63    8    7   15   28  --  --  --  --  --
2015-16  St. Louis Blues             NHL    70    6    8   14   44  17   1   2   3  10
2016-17  St. Louis Blues             NHL    73   10    8   18   45  11   0   0   0   8
2017-18  St. Louis Blues             NHL    63    7   12   19   46  --  --  --  --  --
--------------------------------------------------------------------------------------
         NHL Totals                        759  138  147  285  615  54   5   8  13  66

```